# Charlotte de Rohan-Soubise
 (juillet 2025).
Si vous disposez d'ouvrages ou d'articles de référence ou si vous connaissez des sites web de qualité traitant du thème abordé ici, merci de compléter l'article en donnant les références utiles à sa vérifiabilité et en les liant à la section « Notes et références ».
Titre
Princesse de Condé
3 mai 1753 – 4 mars 1760
(6 ans, 10 mois et 1 jour)
Signature
Charlotte-Godefride-Élisabeth de Rohan-Soubise, née le 7 octobre 1737 à l'hôtel de Soubise puis décédée le 4 mars 1760 à l'hôtel de Condé, est une aristocrate de l'Ancien Régime. Fille de Charles de Rohan-Soubise, prince de Soubise, et d'Anne-Marie-Louise de La Tour d'Auvergne, elle devient princesse de Condé et duchesse de Bourbon par son mariage avec Louis V Joseph de Bourbon-Condé, le prince de Condé. Elle est louée par ses contemporains pour sa culture et pour sa beauté. 

## Biographie

### Enfance
Charlotte de Rohan-Soubise est née le 7 octobre 1737 à l'hôtel de Soubise. Elle est l'aînée des deux filles qu'eurent Charles de Rohan-Soubise, le quatrième prince de Soubise et un ami proche du roi Louis XV, et son épouse Anne-Marie-Louise de La Tour d'Auvergne, descendante de Marie-Anne Mancini, une nièce de Mazarin. Elle est, par sa mère, une cousine du prince Eugène et du duc de Vendôme, de grands généraux du règne précédent. Sa mère est parente de Madame de Ventadour. 
Charlotte a ainsi une sœur cadette, la future princesse Guénémé, qui sera nommée gouvernante des Enfants de France sous le règne du roi Louis XVI. Cette dernière est également une cousine de Marie-Thérèse-Louise de Savoie-Carignan, la fidèle amie de la reine Marie-Antoinette d'Autriche. En étant issue de la maison de Rohan qui se disait descendre des ducs de Bretagne, Charlotte et sa famille se virent alors accorder le rang de prince étranger à la cour, et obtiennent ainsi le titre d'Altesse. 
En 1739, elle obtint les titres de marquise de Gordes et de comtesse de Moncha, à la mort de sa mère. En 1745, elle sera également nommée vicomtesse de Guignen. En dot, elle recevra la seigneurie d'Annonay, transmise à la maison de Bourbon.

### Mariage
Charlotte de Rohan-Soubise épouse Louis V Joseph de Bourbon-Condé, prince de Condé, le 3 mai 1753 au château de Versailles. Le prince de Soubise fixe alors une dot de près de vingt millions de livres. Son époux est prince de Condé depuis ses quatre ans, son père, Louis IV Henri de Bourbon-Condé, étant décédé en 1740. Ce dernier fut Premier ministre du roi Louis XV et avait joué un rôle déterminant quant au mariage du jeune monarque avec la princesse polonaise Marie Leszczynska.  
Par son mariage, Charlotte est désormais une figure importante de la cour, après la reine, Mesdames, la duchesse d'Orléans et Mademoiselle. Le prince de Condé est prince du sang et bénéfice ainsi du titre d'Altesse Sérénissime. Il en va ainsi pour la nouvelle épouse de ce dernier. Le couple eut trois enfants, et deux survécurent : 
1. Marie de Bourbon-Condé, dite Mademoiselle de Bourbon (1755-1759) ;
2. Louis VI Henri de Bourbon-Condé, dernier prince de Condé qui épouse alors Mademoiselle, tante du futur roi des Français Louis-Philippe Ier.
3. Louise-Adélaïde de Bourbon-Condé, abbesse de Remiremont puis abbesse du Temple.

Le couple s'établit à l'hôtel de Condé, résidence parisienne de la famille. Ce dernier sera démoli après la mort de Charlotte et la famille s'installera au palais Bourbon, le prince le faisant remanier. La princesse est une femme intelligente et cultivée, très pieuse et s'adonnant aux bonnes œuvres. Le prince était aussi timide avec elle.

### Décès

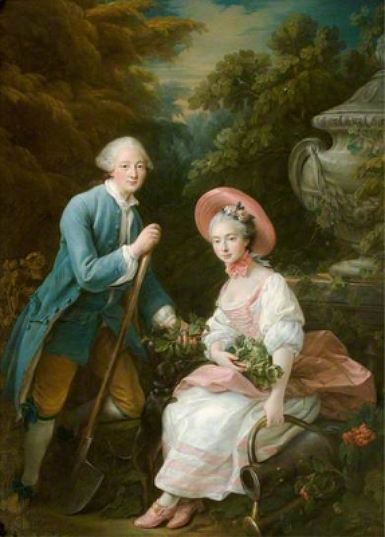
Le Prince et la Princesse de Condé habillés en jardiniers par François-Hubert Drouais, 1757.

La princesse meurt le 4 mars 1760 à l'hôtel de Condé, âgée de vingt-deux ans. Elle est enterrée au couvent des Carmélites du faubourg Saint-Jacques. La Messe des Morts sera composée par Gossec en son hommage au mois de mai. Son époux se remaria en 1798, trente-huit ans après sa mort, avec Marie-Catherine Brignole, veuve d'Honoré III. 

## Titulature
- 7 octobre 1737 - 3 mai 1753 : « Son Altesse Charlotte de Rohan-Soubise, Mademoiselle de Soubise » ;
- 3 mai 1753 - 4 mars 1760 : « Son Altesse Sérénissime Charlotte de Rohan-Soubise, Madame la Duchesse de Bourbon, Princesse de Condé » .